# نشان امتیاز
نشانِ امتیاز یکی از مدال‌های افتخار غیرنظامی پاکستان است که توسط دولت پاکستان اهدا می‌شود. این نشان برای دستاوردهایی که به شناسایی جهانی پاکستان کمک می‌کنند یا خدمات برجسته به کشور، اعطا می‌شود. این نشان محدود به شهروندان پاکستان نیست و اگرچه یک نشان غیرنظامی است، به پرسنل نظامی نیز تعلق می‌گیرد و می‌توان آن را روی لباس نظامی پوشید. این نشان جایزه‌ای بسیار محدود و معتبر است که تقریباً معادل مدال آزادی ریاست جمهوری (ایالات متحده) و نشان امپراتوری بریتانیا (بریتانیا) می‌باشد و بالاترین سطح جایزه در رتبه امتیازی است. سه دسته دیگر در رتبه‌های پایین‌تر هلال امتیاز، ستاره امتیاز و تمغه امتیاز هستند. این نشان معمولاً به‌عنوان بالاترین جایزه‌ای که می‌توان در پاکستان دریافت کرد، شناخته می‌شود؛ زیرا جایزه بالاتر نشان پاکستان تنها به رؤسای دولت‌های خارجی اعطا می‌شود.
نشان امتیاز در ۱۹ مارس ۱۹۵۷، پس از اعلام پاکستان به‌عنوان جمهوری پارلمانی، توسط قانون اساسی پاکستان ۱۹۵۶ تأسیس شد. این نشان عالی‌ترین نشان کشور است که به شخصی اهدا می‌شود که وظایف خود را به‌صورت فراتر از مسئولیت محوله انجام داده باشد. این فرد باید در ارائه خدمات برجسته و عملکرد درخشان در یک حوزه مهم فعالیت، شاخص باشد.
این نشان ممکن است به‌صورت پس از مرگ اعطا شود و ممکن است بیش از یک بار به یک فرد اعطا شود، اگرچه از سال ۱۹۹۹ به این صورت اهدا نشده است. نشان امتیاز افتخاری است که توسط دولت پاکستان به افسران نظامی نیروهای مسلح پاکستان و شهروندانی که دستاوردهای برجسته‌ای دارند که باعث شناسایی جهانی پاکستان شده، اعطا می‌شود. برای غیرنظامیان، این نشان به‌دلیل شایستگی برجسته در زمینه‌های ادبیات، هنر، ورزش، پزشکی یا علم اعطا می‌شود. این جایزه معمولاً به افراد اهدا می‌شود، زیرا هدف از این جایزه، شناسایی برتری فردی است.
برای پرسنل نظامی، نشان امتیاز پس از ارائه خدمات برجسته اعطا می‌شود و بالاترین جایزه‌ای است که می‌تواند به افرادی در رتبه‌های ژنرال‌ها (ارتش)، مارشال ارشد هوایی (نیروی هوایی) و دریاسالار‌های نیروی دریایی، گارد ساحلی و تفنگداران دریایی اعطا شود.
کمیته مجلس پاکستان برای اعطای جوایز و شناخت خدمات به دولت پاکستان، افراد واجد شرایط را انتخاب و گزارش نهایی را به نخست‌وزیر پاکستان ارسال می‌کند. رئیس‌جمهور بر اساس توصیه نخست‌وزیر، مراسمی را برگزار می‌کند که به صورت ملی پخش و مخابره می‌شود.
این مراسم یک بار در سال برگزار می‌شود، نامزدها در روز استقلال پاکستان اعلام و مراسم در روز پاکستان در کاخ ریاست جمهوری انجام می‌شود. نشان امتیاز در یک مراسم عمومی توسط رئیس‌جمهور پاکستان به نامزدها اعطا می‌شود.
نشان امتیاز به شکل یک ستاره طلایی خالص با مینای سفید روشن و محیطی سبز از زمرد در داخل ستاره طلایی طراحی شده است. در اطراف زمرد سبز، عبارت نشان امتیاز با کلمات طلایی نوشته شده است. یک یاسمن طلایی بین نقطه‌های ستاره قرار گرفته است. این نشان با روبانی زرد، زرد روشن و سفید (برای غیرنظامیان) یا سبز روشن و سفید (برای افسران نظامی) با حاشیه‌های سفید در گردن آویخته می‌شود.
در سطح ویژه، نشان با طراحی بزرگ‌تر به‌عنوان ستاره‌ای روی سینه چپ پوشیده می‌شود. علاوه بر این، این نشان به‌صورت یک نوار بر روی شانه راست، با رُزت (زرد با لبه‌های سفید (برای غیرنظامیان) یا سبز (فقط افسران نظامی) با لبه‌های سفید و زرد) همراه با دیسک نشان در مرکز آن، روی لگن چپ قرار می‌گیرد. در مراسم‌ها، هر دو نشان می‌توانند به‌طور همزمان پوشیده شوند.
برای افسران نظامی، این مدال با یک نوار روبانی برای استفاده بر روی یونیفورم نظامی، یک مدال کوچک برای استفاده روی یونیفورم رسمی و یک نشان یقه برای استفاده روی لباس غیرنظامی همراه است.